# César Salazar (Radsportler)
César Salazar Herrera (* 14. Februar 1972) ist ein ehemaliger kolumbianischer Radrennfahrer.
César Salazar konnte 1997 zum ersten Mal eine Etappe bei der Vuelta al Táchira gewinnen und konnte so auch die Gesamtwertung für sich entscheiden. In den Jahren 1998, 2000 und 2001 konnte er wieder jeweils eine Etappe dort gewinnen. 2003 gewann er zwei Etappen und bei der Vuelta a Guatemala wurde er Erster der Gesamtwertung. Auch 2004 und 2005 gewann er zwei und 2006 ein Teilstück bei der Vuelta al Táchira. Im Jahr 2006 war er außerdem zweimal beim Clásico Ciclístico Banfoandes erfolgreich. In der Saison 2007 gewann er bei der Vuelta al Táchira zwei Etappen und das Mannschaftszeitfahren und bei der Vuelta a Venezuela wurde er Erster der Gesamtwertung.

## Erfolge
1997
- eine Etappe und Gesamtwertung Vuelta al Táchira

1998
- eine Etappe Vuelta al Táchira

2000
- eine Etappe Vuelta al Táchira

2001
- eine Etappe Vuelta al Táchira

2003
- zwei Etappen Vuelta al Táchira
- Gesamtwertung Vuelta a Guatemala

2004
- zwei Etappen Vuelta al Táchira

2005
- zwei Etappen Vuelta al Táchira

2006
- eine Etappe Vuelta al Táchira
- zwei Etappen Clásico Ciclístico Banfoandes

2007
- drei Etappen Vuelta al Táchira
- Gesamtwertung Vuelta a Venezuela

2008
- eine Etappe Vuelta a Colombia

2009
- eine Etappe Vuelta a Lara

## Teams
- 2008 Loteria del Táchira